# Amitori-shiki
Lo amitori-shiki (網取り式?) o amitori hō (網取法?) è un particolare metodo di caccia alla balena praticato in Giappone sin dal XVI secolo. Si ritiene che questo tipo di caccia sia stato sviluppato a Taiji, Wakayama da un cacciatore di nome Wada Kakuemon, a partire dalla tecnica precedente della caccia di gruppo (刺手組?).

## Descrizione
Grazie ad un particolare accorgimento consentiva di attaccare cetacei di grandi dimensioni che gli europei non osavano all'epoca ancora attaccare. Le balene venivano spinte in acque poco profonde, a non meno di 400 metri dal luogo previsto per la cattura. Delle barche, posizionate in tre punti precisi, si disponevano a gettare le reti in acqua. A un dato segnale del capo equipaggio, gli uomini facevano forza sui remi, allontanando le imbarcazioni e gettando nello stesso tempo le reti in acqua, che così si allargavano. I battitori forzavano il transito della balena verso un passaggio lasciato aperto tra le reti spaventandola con rumori assordanti, battendo ad esempio sul fianco della barca. La balena si gettava quindi tra le reti, venendo poi arpionata allorquando ritornava in superficie per respirare.

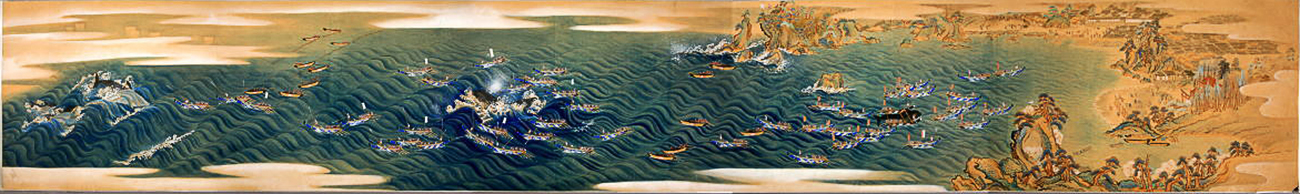
Caccia tradizionale a Taiji, raffigurata su un maki-e del periodo Edo